# The Dreadnoughts
The Dreadnoughts sind eine kanadische Folk-Punk-Band aus Vancouver. Sie verbinden eine breite Palette europäischer Folklore-Traditionen mit Punk- und Rock-Elementen. Die Band veröffentlichte fünf Alben und drei EPs bei verschiedenen Labeln und hat bisher rund 500 Konzerte in 20 Ländern absolviert. Unter dem Namen „Polka Time!“ treten sie außerdem bei traditionellen Polka-Festivals auf. Das bisher aktivste Jahr der Band war 2010 mit 180 Konzerten.

## Geschichte
Die Dreadnoughts entstanden 2006 in Vancouver. 2007 veröffentlichten sie ihr erstes Album Legends Never Die gefolgt von Victory Square (2009). Viele Songs auf dem Album, einem Tribut an die Heimatstadt der Band, erzählen von Orten, die für die Bandmitglieder von Bedeutung sind, wie etwa der Pub Ivanhoe im gleichnamigen Song oder der zentral in Vancouver gelegene Victory Square, nach dem das Album benannt ist.
Die Band stellte das Album bei einer Tournee durch Kanada und Europa vor, woraus zahlreiche Inspirationen für das folgende Album Polka’s Not Dead entstanden. Der Fotograf Adam PW Smith begleitete die Tour und veröffentlichte dazu ein Buch und einen Dokumentarfilm. Obwohl die Band 2011, nach Erscheinen von Polka’s Not Dead, eine unbefristete Auszeit ankündigte, gaben sie weiterhin Konzerte und gingen 2014 auf eine weitere Europa-Tournee.
Im November 2017 erschien das vierte Album, Foreign Skies, in dem sich die Band mit dem Ersten Weltkrieg auseinandersetzt.
Die Band spannt einen Bogen von der Kriegsbegeisterung der ersten Tage über die Schlachten von Gallipoli (The Bay of Suvla) und Flandern (Black and White) zur Verwüstung (A Broken World) und Verzweiflung der Endphase (Back Home in Bristol) und beschäftigt sich dabei immer wieder mit den psychologischen Folgen des Krieges für die Soldaten auf allen Seiten.
Zwei Jahre später veröffentlichte die Band das Shanty-Album Into the North, in dem sie traditionelle Shanties mit eigenen Kompositionen mischen. Dear Old Stan ist eine Hommage an den kanadischen Folksänger Stan Rogers, den die Band als ihre wichtigste Inspiration bezeichnet: „Without Stan Rogers, the Dreadnoughts would not exist, it’s that simple.“
Wieder nimmt die Band politische Themen auf, etwa in Roll Northumbria die Ölverschmutzung durch Havarien von Tankschiffen mit ungenügenden Sicherheitsstandards oder in Shallow Brown den Sklavenhandel.
2022 wurde das Album Roll And Go veröffentlicht, 2023 das Album Green Willow.

## Stil und Einflüsse
Der Sound der Band wurde unter anderen von den Pogues, den Dropkick Murphys, Stan Rogers, Gogol Bordello, Goran Bregović und Rancid beeinflusst, aber auch englischer West-Country-Folk, insbesondere die Wurzels, sind eine wichtige Inspirationsquelle. Zum Repertoire gehören neben Shanties und Polka auch Klezmer-Stücke.
Das Album Victory Square wurde vom Folk-Punk-Magazine Shite n’ Onions als viertbestes Album des Jahres 2009 gelistet. Legends Never Die erreichte im Vorjahr den siebten Platz auf der Liste. Mehrere Touren durch Kanada und Europa haben dazu beigetragen, dass die Band zunehmend bekannt wurde.
Zu den Bands, die gemeinsam mit den Dreadnoughts auftraten, gehören Stiff Little Fingers, The Cider Fecks, Swingin’ Utters, Hepcat, The Real McKenzies, Goran Bregović, IAMX, Okean Elzy, Talco, The Creepshow, Mad Sin und Los Furios.

## Diskografie

### Alben
- Legends Never Die – Juli 2007 (Golden Tee Records)
- Victory Square – Juni 2009 (Stomp Records)
- Polka’s Not Dead – Oktober 2010 (Stomp Records)
- Foreign Skies  – November 2017 (Eigener Release)
- Into the North – November 2019 (Stomp Records)
- Roll And Go – Juni 2022 (Stomp Records)
- Green Willow – März 2023 (Eigener Release)

### Singles
- Cyder Punks Unite – Juli 2010
- Uncle Touchy Goes to College – Juli 2011 (Bellydrop Records)
- Foreign Skies (B Sides) – Januar 2018 (Eigener Release)